# Angelica (Orlando furioso)
Angelica è la principale figura femminile del poema cavalleresco Orlando innamorato di Matteo Maria Boiardo, e del seguente Orlando furioso di Ludovico Ariosto. In queste opere letterarie si narra delle vicende avventurose dei Paladini di Francia, protagonisti dell'epopea carolingia.

## Angelica nell'epica cavalleresca

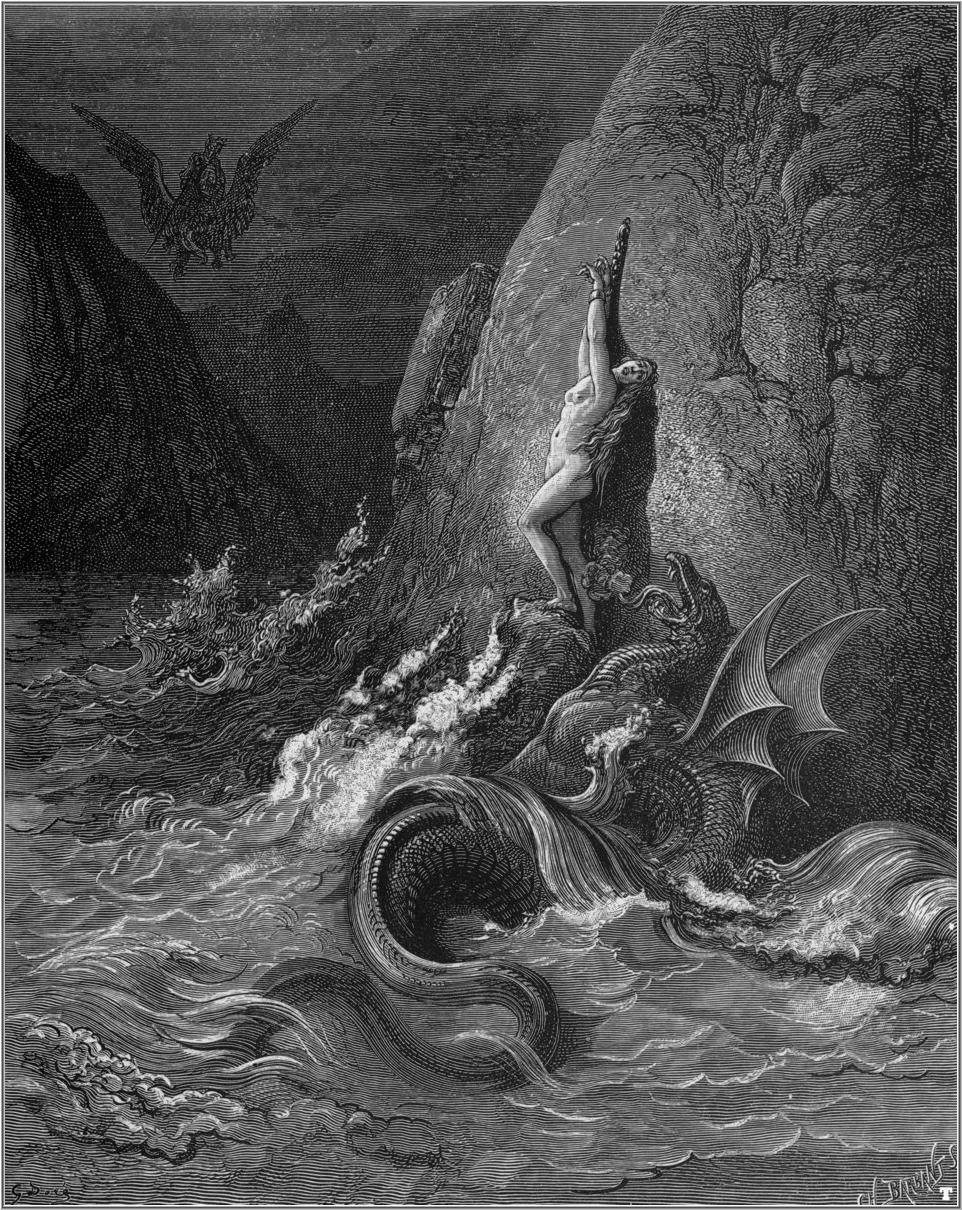
Angelica e l'Orca di Ebuda, illustrazione di Gustave Doré

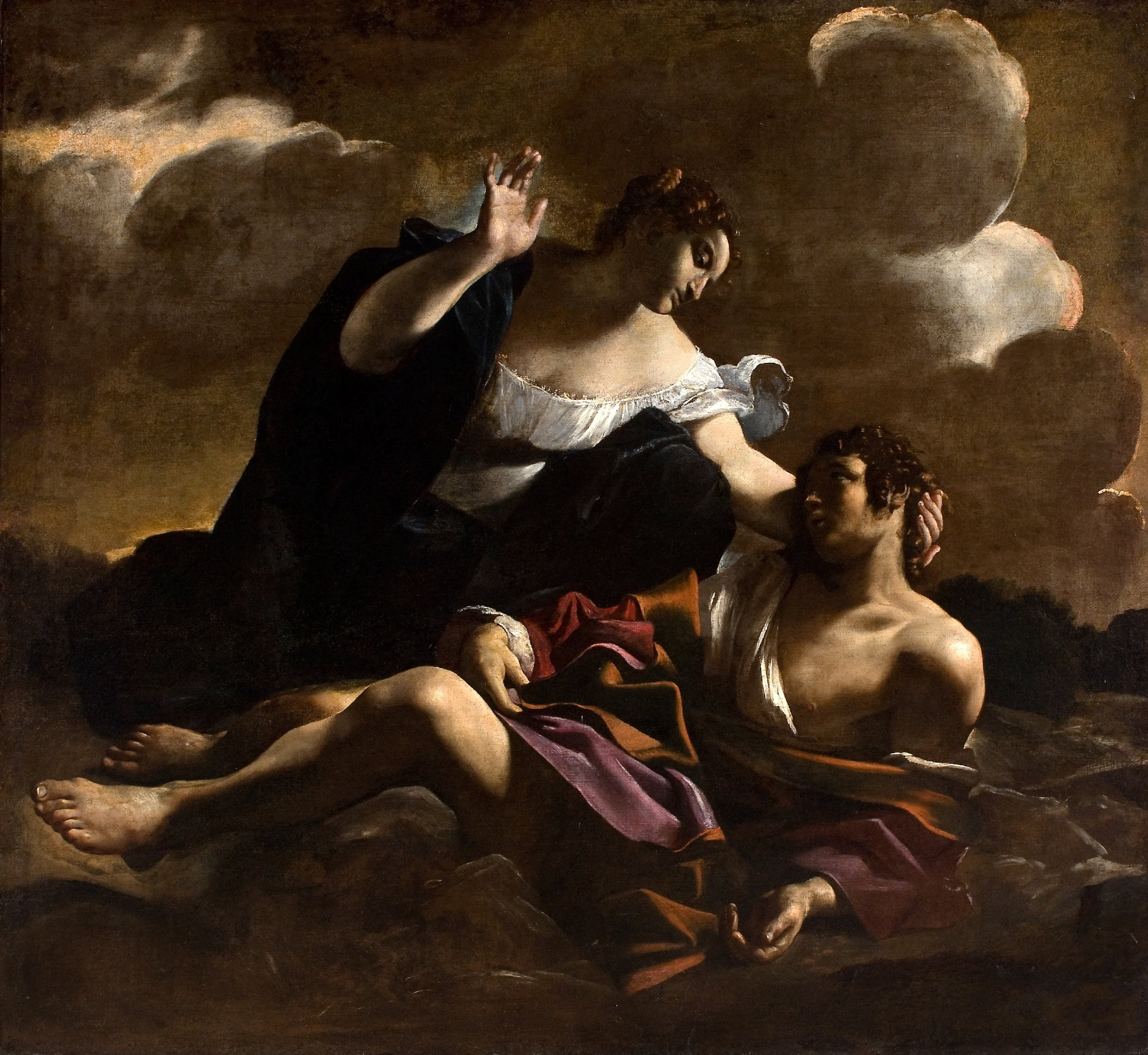
Giovanni Lanfranco, Angelica soccorre Medoro, 1633-1634

Figlia di Galafrone re del Catai, nell'Orlando innamorato Angelica giunge in Europa con suo fratello Argalìa, ma viene contesa fra due dei più importanti paladini di Francia, Orlando e Rinaldo, entrambi al servizio di Carlo Magno. Dopo la morte del fratello, ucciso in duello da Ferraù, Angelica fugge dai paladini e dai soldati saraceni invaghitisi di lei. In seguito, Angelica trova la fonte dell’amore e ne beve l’acqua, innamorandosi di Rinaldo, il quale invece respinge la principessa poiché aveva bevuto dalla fonte dell’odio. La principessa poi fugge in Oriente e manda Malagigi alla ricerca di Rinaldo. Si rifugia nella rocca di Albracca (forse Bucara, una città usbeca), situata nel regno del padre, ma i sovrani nemici cingono d’assedio la città: la principessa fugge alla ricerca di aiuto, mentre Orlando sconfigge e uccide il re tartaro Agricane in duello. L’assedio viene poi interrotto.
Angelica possiede un anello magico che garantisce l’invisibilità a chi lo mette in bocca, ma questo viene rubato dal nano Brunello, che fugge in Europa: pertanto Angelica e tutti i paladini ritornano in quel continente. Lì Angelica trova la fonte dell’odio e, dopo averne bevuto l’acqua, cessa di amare Rinaldo, il quale a sua volta aveva bevuto dalla fonte dell’amore.
Di lei nell'Orlando Furioso si innamorano anche altri personaggi tra cui Ferraù, Sacripante e Ruggero, che la salverà dall'Orca di Ebuda: infatti, durante la sua fuga, Angelica era stata catturata dagli abitanti dell’isola e incatenata ad uno scoglio per essere offerta in sacrificio al mostro marino. Ruggero la riporta nel continente in sella al suo ippogrifo e le restituisce l'anello magico. Angelica poi si imbatte in Medoro, un fante saraceno rimasto ferito in uno scontro, e si innamora di lui: dopo averlo curato e averne suggellato l'amore incidendo i loro nomi sui tronchi di alcuni alberi, se ne andrà con lui per far rientro nel Catai, scatenando così la pazzia di Orlando.
La sua storia è legata a quella dei Paladini di Francia nell'Opera dei Pupi siciliana che viene ancora oggi rappresentata in alcuni teatri di Catania, Palermo, Acireale e Siracusa con l'utilizzo di pupi del XIX secolo. La messa in scena fa riferimento all'Orlando furioso di Ludovico Ariosto, ma anche alle imprese raccontate nella Chanson de Roland francese, opera in cui il personaggio di Angelica non appare.
Angelica e Argalia, benché provenienti dall'Asia, nel ciclo carolingio sono rappresentati con tratti fisici tipicamente occidentali.

## Nazionalità di Angelica
Si è molto discusso sulla provenienza di Angelica: a lungo comunemente creduta una principessa cinese, in conseguenza del fatto che "Cataio" denomina, nel Milione di Marco Polo, la Cina settentrionale, si ritiene oggi che Cataio sia piuttosto, in Boiardo, una città dell'India o comunque dell'Asia Centrale. In una chiosa d'autore alle Vite di Cornelio Nepote, tradotte dallo stesso Boiardo, egli menziona inequivocabilmente il Cataio come città: "Media è una provincia che ha da mezodì Persia, da levante Hyrcania, da Ponente Armenia, da tramontana il mare Caspio, nella quale è hogidì la grande citade del Chatayo soto lo Almansore di Persia". Non solo: tutte le menzioni del Catai nel poema si adattano infatti molto meglio a una città, luogo chiuso e cinto da mura, che non ad una regione aperta. Angelica sarebbe dunque una principessa dal fascino sì orientale, ma non cinese.

## Angelica nella letteratura successiva
- Angelica in Ebuda è una tragedia scritta da Gabriello Chiabrera nel 1615, con la principessa del Catai quale protagonista.
- La figura di Angelica fu ripresa da Giovanni Dolfin nella sua tragedia Il Medoro.
- In Spagna incentrarono opere su di lei gli scrittori Luis Barahona de Soto (Le lacrime di Angelica), Lope de Vega (La bellezza di Angelica)[4] e Luis de Góngora (En un pastoral albergue).[9]
- Nel XX secolo, lo scrittore italiano Giuseppe Pederiali ha fatto di Angelica la protagonista del suo romanzo del 1991 Donna di spade.

## Angelica nell'arte

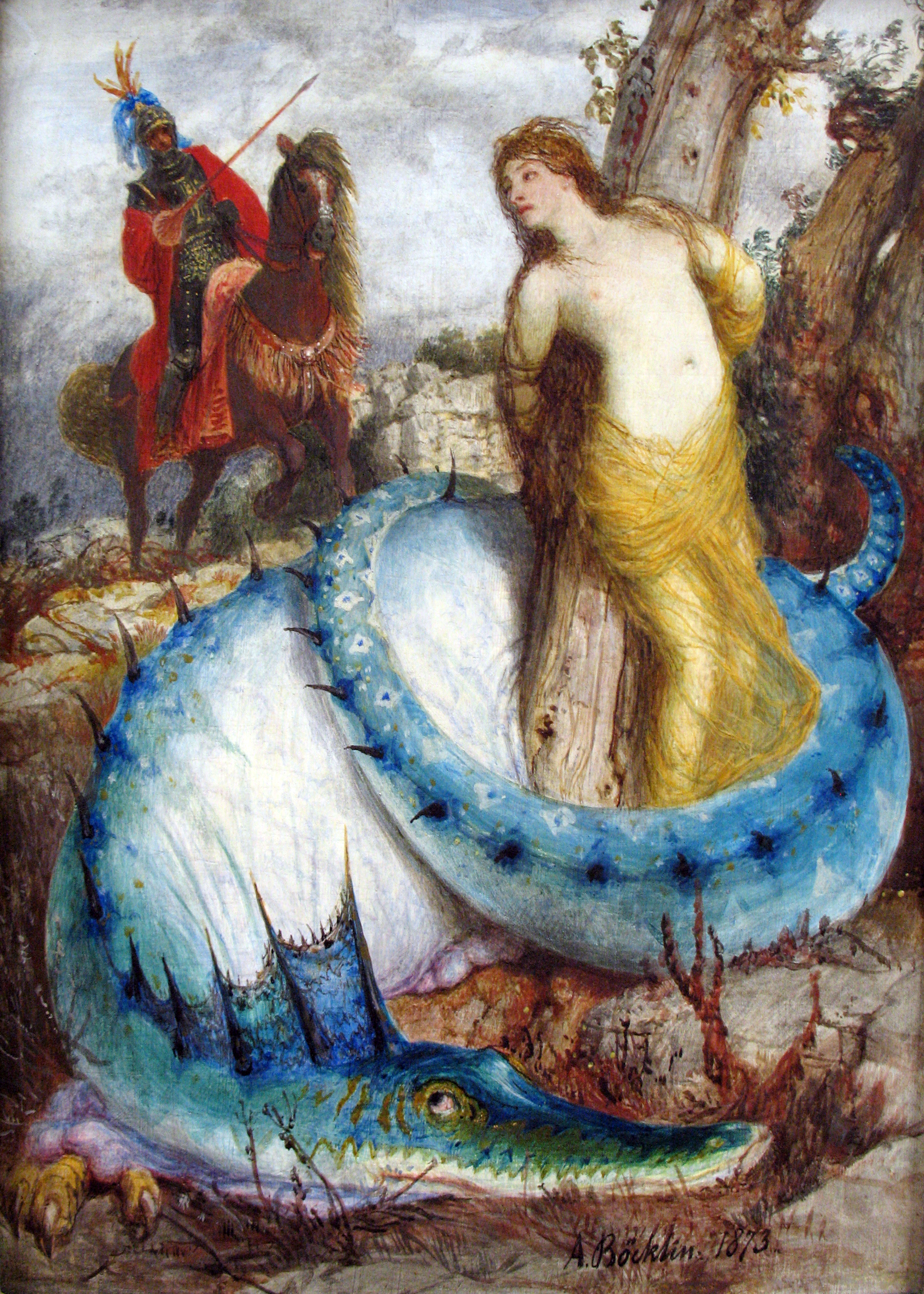
Arnold Böcklin, Ruggiero e Angelica, 1873

Angelica appare, insieme ad altri personaggi, negli affreschi nella Sala dell'Orlando Furioso di Villa Valmarana "Ai Nani": la loro realizzazione si deve a Giambattista Tiepolo e a suo figlio Giandomenico. Tra le innumerevoli altre opere d'arte a lei dedicate, si ricorda anche una celebre tela di Jean-Auguste-Dominique Ingres: Ruggero libera Angelica. Viene rappresentata sempre come una donna dai tratti occidentali, in linea dunque con le descrizioni che ne vengono fatte nei poemi cavallereschi.

## Angelica nell'opera lirica
- Rolando (Orlando), opera con musica di Jean-Baptiste Lully e libretto di Philippe Quinault rappresentata per la prima volta l'8 gennaio 1685 alla reggia di Versailles
- Orlando, ovvero la gelosa pazzia, musiche di Domenico Scarlatti, libretto di C. S. Capece, 1711
- Orlando furioso, musiche di Giovanni Alberto Ristori, libretto di Grazio Braccioli, 1713
- Angelica, musiche di Nicola Porpora, libretto di Pietro Metastasio, 1720
- Orlando furioso, musiche di Antonio Vivaldi, libretto di Grazio Braccioli, 1727
- Orlando furioso, opera seria con musica di Antonio Vivaldi rappresentata la prima volta nel novembre 1727 al Teatro Sant'Angelo di Venezia
- Orlando, musiche di Georg Friedrich Händel, libretto di C. S. Capece 1733
- Angelica e Medoro, musiche di Carl Heinrich Graun, libretto di L. de Villati, 1749
- Il nuovo Orlando, musiche di Niccolò Piccinni, libretto anonimo, 1764
- Le pazzie di Orlando, musiche di Pietro Alessandro Guglielmi, libretto di C. F. Badini, 1771
- Roland, tragédie lyrique di Niccolò Piccinni, libretto di J. F. Marmontel, 1778

## Angelica nel cinema e nella televisione
- Nel film del 1956 Orlando e i paladini di Francia, Angelica è interpretata dall'attrice Rosanna Schiaffino.

- Nello spettacolo teatrale del 1969 e nello sceneggiato televisivo del 1975, entrambi diretti da Luca Ronconi, Angelica è interpretata da Ottavia Piccolo.

- Nel film del 1983 I paladini: storia d'armi e d'amori, Angelica è interpretata da Tanya Roberts, che dà volto anche a un'altra figura femminile del Furioso, Isabella.